# Balkangrootoorvleermuis
De Balkangrootoorvleermuis (Plecotus kolombatovici kolombatovici) is een vleermuis uit het geslacht grootoorvleermuizen (Plecotus) die voorkomt in Kroatië, op eilanden in de Adriatische Zee en in Griekenland. De ondersoort werd in 1980 oorspronkelijk beschreven als een ondersoort van de grijze grootoorvleermuis (P. austriacus), die groter is, maar volgens latere fylogenetische analyses vanaf 2001 was het een aparte soort. Benda et al. (2004) plaatsten hem echter weer in één soort met de Canarische grootoorvleermuis (P. teneriffae) en de Noordwest-Afrikaanse grootoorvleermuis (P. k. gaisleri). Volgens hun fylogenie is de Balkangrootoorvleermuis het nauwste verwant aan de Noordwest-Afrikaanse grootoorvleermuis. Later werd P. kolombatovici weer een aparte soort gemaakt, met P. k. gaisleri als ondersoort.